# Carme Llauradó i Martí
Carme Llauradó i Martí, de cala Font de Juncosa de les Garrigues (Juncosa de les Garrigues, 20 d'octubre de 1915 - Balaguer, 5 de gener de 2005) va ser una mestra catalana. Va desenvolupar diverses iniciatives a favor de la gent gran a les comarques de Ponent, com la fundació de casals i promoció de l'extensió universitària. Per aquest motiu va rebre la Creu de Sant Jordi el 1994. Va estar casada amb Josep Sellart i Roma (*1909 - ✝︎), amb el qual va tenir dues filles i dos fills i, sis netes i nou nets.